# Shkodra-Vora-banan

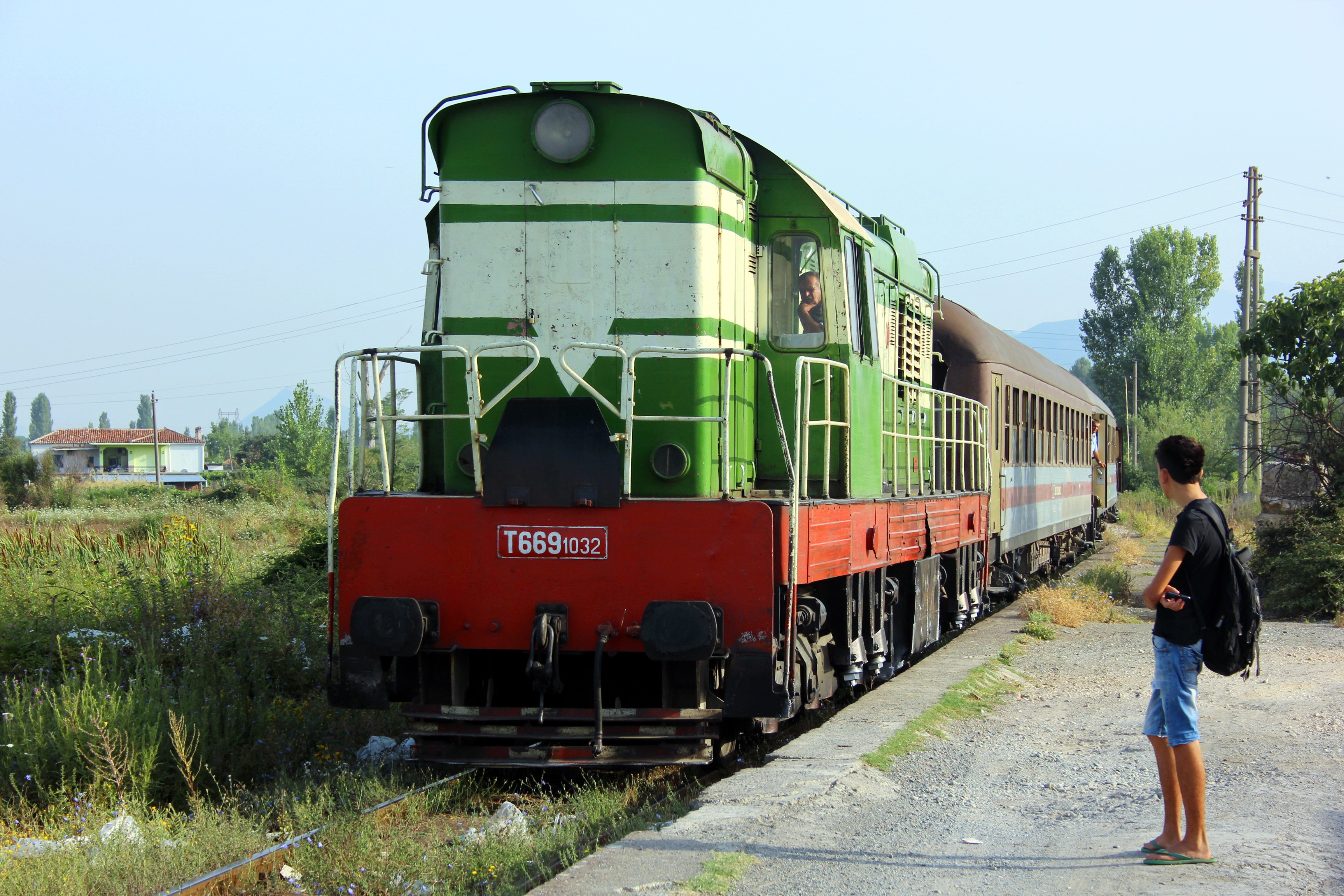
Tåg vid centralstationen i Laç.

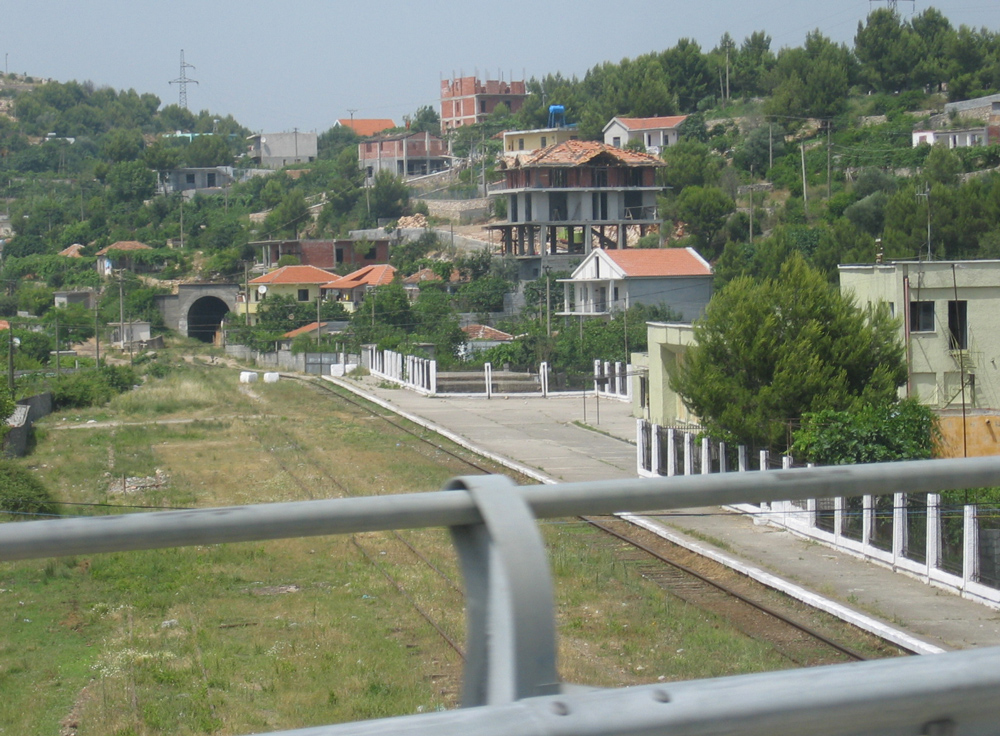
Järnvägsstationen i Lezha.

Shkodra-Vora-banan (albanska: Hekurudha Shkodra-Vora) är en järnvägslinje i Albanien som sträcker sig mellan städerna Shkodra och Vora. Linjen ansluter till Shkodra-Podgorica-banan i Shkodra, den ej färdigställda Milot-Klos-banan i Milot och Durrës-Tirana-banan i Vora.
Shkodra-Vora-banan är 103,6 kilometer lång och är normalspårig. Likt andra järnvägslinjer i Albanien är den inte elektrifierad. Det finns även planer på att utöka linjens sträckning för att passera Tiranas internationella flygplats Moder Teresa. 

## Stationer
| Station  | Ort      | Öppnad |
| -------- | -------- | ------ |
| Shkodër  | Shkodra  |        |
| Mjeda    | Mjeda    |        |
| Baqël    | Baqël    |        |
| Lezha    | Lezha    |        |
| Milot    | Milot    |        |
| Laç      | Laç      |        |
| Gjonëm   | Gjonëm   |        |
| Mamurras | Mamurras |        |
| Ishëm    | Ishëm    |        |
| Budulla  | Budulla  |        |
| Vora     | Vora     |        |